# Chrysopa sapporensis
Chrysopa sapporensis is een insect uit de familie van de gaasvliegen (Chrysopidae), die tot de orde netvleugeligen (Neuroptera) behoort. 
Chrysopa sapporensis is voor het eerst wetenschappelijk beschreven door Okamoto in 1914.